# جدل الشعير (حبيش)

تعديل مصدري - تعديل

جدل الشعير محلة تابعة لقرية عميقة، التابعة لعزلة قحزة بمديرية حبيش إحدى مديريات محافظة إب في الجمهورية اليمنية، بلغ تعداد سكانها 78 حسب تعداد اليمن لعام 2004.